# 波利亞尼 (沃洛奇斯克區)
49°28′59″N 26°13′39″E / 49.48306°N 26.22750°E
波利亞尼（烏克蘭語：Поляни）是位於烏克蘭西部的村莊，由赫梅利尼茨基州裡赫梅利尼茨基區的沃洛奇斯克市鎮負責管轄。該村始建於1782年，面積2.5平方公里，海拔高度272米，2001年人口881，人口密度每平方公里355.2人。